# Silent Möbius
Silent Möbius (サイレントメビウス, Sairento Mebiusu) est un manga de Kia Asamiya. Il est prépublié entre 1988 et 1999 dans le magazine Comic Dragon de l'éditeur Kadokawa Shoten et compilé en un total de douze volumes reliés.
Le manga est fortement influencé par le film Blade Runner[réf. nécessaire]. Il est centré sur les aventures d'un groupe de policières avec divers talents et personnalités protégeant Tokyo d'une invasion de créatures extra-dimensionnelles en 2024.
Le manga est adapté partiellement en deux films d'animation en 1991 et 1992, ainsi qu'en anime en 1998.
Pour célébrer les 25 ans de la série, l'auteur publie entre 2013 et 2015 un nouveau manga intitulé Silent Möbius QD dans le magazine Monthly Young Magazine de l'éditeur Kōdansha. L'histoire se déroule 17 ans après les événements de la série originelle,.
La version française de la série a connu deux éditions stoppées en cours de publication : le premier tome de la série est publié par Delcourt dans la collection Contrebande en 1996, et les six premiers tomes de la série sont publiés par Panini Comics entre juillet 2003 et avril 2004. Une troisième édition sera proposée par Black Box à partir de novembre 2022, elle comportera l'ensemble des 12 tomes du manga, le préquel Klein, le spin-off Tales et la séquelle QD.

## Synopsis
En 1999, le grand mage Gigelf Liqueur ouvre à Tokyo une porte sur notre monde à des esprits très puissants et malfaisants, les Lucifer Hawks. En 2023, une division spéciale de la police de Neo Tokyo, dénommée Attacked Mystification Police (AMP) et composée exclusivement de jeunes femmes aux pouvoirs très spéciaux, est créée pour lutter contre eux et l'histoire commence en 2024, lorsque la fille de Gigelf arrive au Japon pour rencontrer sa mère malade et se fait embaucher par cette brigade.

## Personnages
- Rally Cheyenne

Voix japonaise : Toshiko Fujita
- Kiddy Phenil

Voix japonaise : Hiromi Tsuru
- Katsumi Liqueur

Voix japonaise : Naoko Matsui
- Nami Yamigumo

Voix japonaise : Chieko Honda
- Yuki Saiko

Voix japonaise : Maya Okamoto
- Lebia Maverick

Voix japonaise : Miho Nagahori
- Lum Cheng

Voix japonaise : Akiko Hiramatsu
- Mana Isozaki

Voix japonaise : Mami Koyama

## Anime

### Films
En 1991 et 1992, deux films d'animation sont produits par AIC. Le premier film est réalisé par Kazuo Tomizawa et écrit par Kei Shigema. Le second film est réalisé par Yasunori Ide et écrit par Manabu Nakamura. Kaoru Wada a produit les thèmes sonores des deux films.

### Liste des épisodes
| No | Titre français                     | Titre japonais     | Titre japonais                                                                | Date de 1re diffusion |
| No | Titre français                     | Kanji              | Rōmaji                                                                        | Date de 1re diffusion |
| -- | ---------------------------------- | ------------------ | ----------------------------------------------------------------------------- | --------------------- |
| 01 | L’éveil                            | 覚醒               | Kakusei ( = Awakening)                                                        | 7 avril 1998          |
| 02 | La décision                        | 決断               | Ketsudan ( = Determination)                                                   | 14 avril 1998         |
| 03 | Les bas-fonds de Tokyo             | 東京の底           | Tōkyō no Soko ( = The Basement of Tōkyō)                                      | 21 avril 1998         |
| 04 | Le rodage                          | ブレイク·イン      | Bureiku-in ( = Break-in)                                                      | 28 avril 1998         |
| 05 | Une soirée entre collègues         | / パーティの夜     | Paati no Yoru ( = The Night of the Party)                                     | 5 mai 1998            |
| 06 | Une lutte interminable             | 終わりなき戦い     | Owari Naki Tatakai ( = Endless Battle)                                        | 12 mai 1998           |
| 07 | Kagome, Kagome                     | うしろの正面       | Ushiro no Shōmen ( = Behind the Facade)                                       | 19 mai 1998           |
| 08 | L’héritage                         | 継承               | Keishō ( = The Succession)                                                    | 26 mai 1998           |
| 09 | Le quartier que j’aimais autrefois | かつて愛した街角   | Katsute Ai Shita Machikado ( = A Street Corner that once was Subject to Love) | 2 juin 1998           |
| 10 | Le labyrinthe des souvenirs        | 迷宮の記憶         | Meikyū no Kioku ( = Memories of a Labyrinth)                                  | 9 juin 1998           |
| 11 | Alice, l’automate                  | 機械仕掛けのアリス | Kikai Shikake no Arisu ( = Alice's Machine Mechanism)                         | 16 juin 1998          |
| 12 | Les liens maudits                  | 呪われた絆         | Norowareta Kizuna ( = A Cursed Bond)                                          | 23 juin 1998          |
| 13 | Type IV                            | 第四の妖魔         | Daiyon no Yōma ( = A Demon of the Fourth Type)                                | 30 juin 1998          |
| 14 | Prélude                            | 序曲               | Jokyoku ( = Prelude)                                                          | 7 juillet 1998        |
| 15 | Une jeune fille de Kowloon         | 九竜の少女         | Kaorun no Shōjo ( = The Girl from Kowloon)                                    | 14 juillet 1998       |
| 16 | Le labyrinthe du temps             | 刻の迷宮           | Koku no Meikyū ( = The Labyrinth of Time)                                     | 21 juillet 1998       |
| 17 | Une soirée fatidique               | 結びあう夕べ       | Musubiau Yūbe ( = The Evening of the Final Encounter)                         | 28 juillet 1998       |
| 18 | La nuit de la séparation           | 別れゆく夜         | Wakare Yuku Yoru ( = The Night of Separation)                                 | 4 août 1998           |
| 19 | Au bout de l’errance               | さすらいの果て     | Sasurai no Hate ( = The End of the Wanderings)                                | 11 août 1998          |
| 20 | L’Amour                            | 愛                 | Ai ( = Love)                                                                  | 18 août 1998          |
| 21 | Nuit de nouvelle lune              | 月の生まれた夜     | Tsuki no Umareta Yoru ( = The Night when the Moon was Reborn)                 | 25 août 1998          |
| 22 | Désespoir                          | 暗転               | Anten ( = A Turn to the Worse)                                                | 1er septembre 1998    |
| 23 | Régénération                       | 再生せしもの       | Saisen Seshimono ( = Reactivation)                                            | 8 septembre 1998      |
| 24 | Sur la route de l’Enfer            | 地獄への途         | Jigoku e no Michi ( = The Road to Hell)                                       | 15 septembre 1998     |
| 25 | Compte à rebours                   | 死闘               | Shitō ( = Battle to the Death)                                                | 22 septembre 1998     |
| 26 | L’espoir                           | 希望               | Kibō ( = Hope)                                                                | 29 septembre 1998     |

### Musique
- Générique d'ouverture : Kindan No Panse par Saori Ishitsuka
- Générique de fin :
  - Silently par Karen Mok (épisodes 1 à 19)
  - Till the End of Time par Jason Scheff et Mica Okudoi